# Meryem Ouhssata
Meryem Ouhssata (en arabe : مريم وحساة), née à Beni Mellal, est une femme politique marocaine. 

## Biographie
Elle a été élue députée sur la liste nationale du Parti authenticité et modernité lors des élections législatives de 2016. Elle intègre le groupe parlementaire du même parti et elle est membre de la Commission des Finances et du Développement économique.
Après la réintégration du Maroc au sein de l'Union africaine en 2017, elle est l'année suivante l'une des cinq parlementaires à rejoindre le Parlement panafricain. Elle devient la première femme marocaine à y siéger.
Elle change de camp politique en rejoignant le parti de gauche Parti du progrès et du socialisme lors des élections législatives de 2021.